# Megapedion sylphis
Megapedion sylphis là một loài bọ cánh cứng trong họ Cerambycidae.